# Gerry Bamman
Gerald G. Bamman (Independence, 18 de setembro de 1941) é um ator e dramaturgo americano. Ele é mais conhecido por interpretar o tio Frank nos filmes Esqueceram de Mim (1990) e Home Alone 2: Lost in New York (1992), e também participou como convidado em diversas séries de televisão.

## Biografia
Bamman nasceu em 18 de setembro de 1941, no Kansas, filho de Mary M. Farrell e Harry W. Bamman. Ele estudou na Escola St. Francis de Sales e mais tarde se formou na Universidade de Nova Iorque com um mestrado em Belas Artes.

## Carreira
Bamman apareceu com Fran Brill e Alyssa Milano em Old Enough (1984) e também no filme de Michael J. Fox The Secret of My Success (1987). Ele teve um papel secundário em Cocktail (1988) antes de interpretar seu personagem mais notável, o tio Frank McCallister em Home Alone e Home Alone 2: Lost in New York em 1990 e 1992, respectivamente.
Também em 1992, Bamman apareceu brevemente como o ex-colega de Kevin Costner, Ray Court, no sucesso de bilheteria O Guarda-Costas. Bamman apareceu como o advogado Stan Gillum em vários episódios de Law & Order e Law & Order: Special Victims Unit. Bamman coestrelou em Runaway Jury como o chefe do júri cego Herman Grimes. Bamman também interpretou o Dr. Judalon no filme Lorenzo's Oil de 1992.
Além de seu trabalho no cinema e na TV, ele também atuou em vários espetáculos teatrais concebidos pelo dramaturgo Henrik Ibsen e traduziu várias de suas peças.

## Vida pessoal
Bamman foi casado com a diretora Emily Mann em 12 de agosto de 1981, mas agora está divorciado. Eles têm um filho, Nicholas, nascido em 1983.

## Filmografia

### Filme
| Ano  | Título                         | Papel                |
| ---- | ------------------------------ | -------------------- |
| 1984 | Old Enough                     | Sr. Sloan            |
| 1987 | The Secret of My Success       | Art Thomas           |
| 1987 | Hiding Out                     | Mr. Stevens          |
| 1988 | Cocktail                       | Turista              |
| 1989 | True Believer                  | Brian Nevins         |
| 1989 | Bloodhounds of Broadway        | Inspector McNamara   |
| 1989 | Pink Cadillac                  | Buddy                |
| 1990 | Desperate Hours                | Ed Tallent           |
| 1990 | Home Alone                     | Frank McCallister    |
| 1991 | Married to It                  | Arthur Everson       |
| 1992 | Home Alone 2: Lost in New York | Frank McCallister    |
| 1992 | The Bodyguard                  | Ray Court            |
| 1992 | Lorenzo's Oil                  | Doctor Judalon       |
| 1994 | The Puppet Masters             | Viscott              |
| 1996 | The Long Kiss Goodnight        | CIA Man (uncredited) |
| 1998 | Great Expectations             | Ted Rabinowitz       |
| 1998 | Of Love & Fantasy (video)      | Peddleman            |
| 1999 | The Confession                 | Psychiatrist         |
| 1999 | Superstar                      | Father John          |
| 1999 | Cross-Eyed                     | Unnamed/Unknown role |
| 2000 | Passion of Mind                | Edward Youngerman    |
| 2000 | Two Family House               | Mr. Pine             |
| 2000 | Urbania                        | Don                  |
| 2001 | Double Whammy                  | Mayor                |
| 2003 | Runaway Jury                   | Herman Grimes        |
| 2004 | The Cookout                    | Butler               |
| 2004 | Around the Bend                | Albert               |
| 2009 | A Secret Promise               | Stuart Curtis        |

### Televisão
| Year      | Title                             | Role                         | Notes |
| --------- | --------------------------------- | ---------------------------- | --- |
| 1984      | American Playhouse                | Father John Cronin           | 1 episode Season 3, Episode 14 − "Concealed Enemies: Part 1" |
| 1986      | Spenser: For Hire                 | Laurence Denning             | 1 episode Season 2, Episode 5 − "And Give Up Showbiz?" |
| 1987      | Crime Story                       | Gerry McNeeley               | 1 episode Season 1, Episode 21 − "Ground Zero" |
| 1987      | The Equalizer                     | Congressman                  | 1 episode Season 3, Episode 8 − "Shadow Play" |
| 1987      | Spenser: For Hire                 | William Reed                 | 1 episode Season 3, Episode 9 − "Child's Play" |
| 1989      | A Man Called Hawk                 | Unnamed/unknown role         | 1 episode Season 1, Episode 4 − "Passing the Bar" |
| 1990      | Equal Justice                     | Judge Bayard Parkins         | 1 episode Season 1 − Pilot episode |
| 1991      | Loving                            | Rev. Ford                    | Unknown episode(s) |
| 1991      | Love, Lies and Murder             | Mark Lockwood                | Miniseries 2-part miniseries (appeared in both parts) |
| 1991      | L.A. Law                          | Judge Gary Gates             | 1 episode Season 5, Episode 15 − "The Beverly Hills Hangers" |
| 1991      | Law & Order                       | Internal Affairs Lt. Kennedy | 1 episode Season 1, Episode 22 − "The Blue Wall" |
| 1992      | Swans Crossing                    | Captain Elia Walker          | Unknown episode(s) |
| 1993      | Murder in the Heartland           | Judge Brooks                 | Miniseries 2-part miniseries (appeared in both parts) |
| 1995      | New York News                     | Unnamed/unknown role         | 1 episode Season 1, Episode 11 − "Past Imperfect" |
| 1995      | Law & Order                       | Dean Pollard                 | 1 episode Season 5, Episode 11 − "Guardian" |
| 1996–2001 | Law & Order                       | Stan Gillum                  | 4 episodes Season 7, Episode 2 − "I.D." Season 8, Episode 20 − "Burden" Season 10, Episode 13 − "Panic" Season 11, Episode 17 − "Ego"                                  |
| 1996      | The Single Guy                    | Dr. Bradford                 | 1 episode Season 2, Episode 9 − "Davy Jones" |
| 1998      | New York Undercover               | Hicks                        | 1 episode Season 4, Episode 3 − "Pipeline" |
| 1998      | Sex and the City                  | Shrink                       | 1 episode Season 1, Episode 8 − "Three's a Crowd" |
| 2000      | Law & Order: Special Victims Unit | Craig Prince                 | 1 episode Season 2, Episode 1 − "Wrong Is Right" |
| 2002      | Law & Order: Special Victims Unit | Attorney Schaefer            | 1 episode Season 4, Episode 2 − "Deception" |
| 2002      | Benjamin Franklin                 | Paul Wentworth               | Miniseries 3-part miniseries (appeared in all parts): Episode 1: "Let the Experiment Be Made" Episode 2: "The Making of a Revolutionary" Episode 3: "The Chess Master" |
| 2004–2005 | Law & Order                       | Judge Thomas Everton         | 2 episodes Season 14, Episode 22 − "Gaijin" Season 16, Episode 11 − "Bible Story"                                                                                      |
| 2004      | Rescue Me                         | Doctor                       | 1 episode Season 1, Episode 7 − "Butterfly" |
| 2007      | American Experience               | Peter Fenner                 | 1 episode Season 19, Episode 15 − "Alexander Hamilton" |
| 2008      | Canterbury's Law                  | Judge Sydney Hanlon          | 2 episodes Season 1, Episode 2 − "Baggage" Season 1, Episode 6 − "Sick as Your Secrets"                                                                                |
| 2010      | Damages                           | Doctor                       | 1 episode Season 3, Episode 13 − "The Next One's Gonna Go in Your Throat"                                                                                              |
| 2012      | Made in Jersey                    | Judge Harrison               | 1 episode Season 1, Episode 3 − "Camelot" |
| 2014      | The Good Wife                     | Diane's Client               | 1 episode Season 6, Episode 1 − "The Line" |
| 2015      | The Following                     | Charles                      | 2 episodes Season 3, Episode 2 − "Boxed In" Season 3, Episode 3 − "Exposed"                                                                                            |